# 阪堺電気軌道2形電車
阪堺電気軌道2形電車（はんかいでんききどう2がたでんしゃ）は、阪堺電気軌道が保有していた路面電車用電車。

## 概要
本形式は、1916年（大正5年）に11両（モ50-60）が造られた木造高床ボギー車である。1形のモ50-52が同年に箕面有馬電気軌道に譲渡されているため、モ50-52は2代目にあたる。
1930年（昭和5年）には形式を電2形からモ50形に変更している。1942年（昭和17年）から1947年（昭和22年）にかけてモ205形に改造され、形式消滅となった。このうちモ50-53の車体は和歌山電気軌道に譲渡され、半鋼製化・電装されて500形501-504となり、またモ57の車体は1943年（昭和18年）に南海天下茶屋工場で鉄道線用に改造・電装の上和歌山鉄道（現・和歌山電鐵貴志川線）に移籍してモハ300となり、1955年（昭和30年）7月にモハ600形の導入により廃車されている。

## 車体
車体寸法は1形とほぼ同様の全長10,668mm、車体幅2,286mm、車体高3,683mm、定員62人（うち座席42人）、自重13.6tの中型車で、台車はブリル76-E-1、主電動機は37kw×2（形式不明）。車体形状もほぼ1形と同じ窓配置D10Dのオープンデッキスタイルだが、屋根がレイルロード・ルーフ（上段屋根の車端部が下段屋根に丸く落とし込んで接合されるタイプの二重屋根）になっていた。